# Трансформеры
Трансфо́рмеры (англ. Transformers яп. トランスフォーマー Торансуфо:ма) — франшиза, созданная американской компанией Hasbro и японской компанией Takara Tomy. История повествует о войне между инопланетными разумными машинами, которые могут трансформироваться в легковые автомобили, грузовики, самолёты, технику (микроскоп, магнитофон и т. п.). Когда они стали весьма популярны, началась работа над созданием мультсериала и комиксов. В 2007 году состоялась премьера одноимённого фильма, который положил начало новому «трансформерскому буму».

## История создания
Линия игрушек и одноимённый мультсериал обязаны своим существованием японской линии игрушек «Microman». В 1980 году как дополнение к «Microman» был выпущен «Diaclone». Это были гуманоиды, чуть выше 2,5 см, способные сидеть на местах водителей транспортных средств масштабных моделей, которые могли трансформироваться в роботов. В 1983 году была введена линия производства «MicroChange». В ней роботы трансформировались в объекты «натуральной величины», такие как аудиокассеты, оружие и игрушечные автомобили. Игрушки «Diaclone» и «MicroChange» участвовали в «Ярмарке „Игрушки Токио“» на стенде фирмы «Henry Orenstein Hasbro» в 1983 году. Там их увидел Джордж Дансей — глава фирмы «Hasbro’s R&D», после чего решил выпустить их как одну единую серию игрушек для своего рынка.

В 1984 году Федеральное агентство по связи разрешило производителям игрушек создавать мультфильмы, основанные на их продукции.
«Hasbro» работали с компанией «Marvel Comics», чтобы продвинуть свою серию «G.I. Joe: A Real American Hero», применяя трёх-аспектную маркетинговую схему. Эта схема включала в себя: набор игрушек, комплект комиксов от «Marvel» и мультсериал, нарисованный «Marvel Productions» и студией мультипликации «Sunbow Productions». Эта стратегия была повторена в 1984 году для продвижения новой серии «Трансформеры».
Главный редактор «Marvel», Джим Шутер, предложил идею двух враждующих фракций инопланетных роботов — героические автоботы и злые десептиконы. Чтобы изложить эту идею подробнее, Шутер попросил редактора Денниса О’Нила придумать имена и характеры, но работа О’Нила не оправдала ожидания фирмы «Hasbro», и они просили всё переделать. После отказа О’Нила от переделки за проект взялся редактор Боб Будянски. Быстро выполнив работу за выходные, он представил новые имена и характеры руководству «Hasbro». Вскоре после этого были выпущены комиксы (четыре журнала, выходившие дважды в месяц) и пилотный мультфильм, состоящий из трёх серий.
Японский дизайнер Сохей Кохара нарисовал самые ранние модели персонажей «Трансформеров». Он сильно гуманизировал игрушечные проекты, чтобы создать больше персонажей для комикса и мультфильма. Его проекты были упрощены Флоро Дери, который стал ведущим проектировщиком для сериала (однако много позднее, в 2007 году, модели, созданные Кохарой, были использованы при создании мультсериала «Transformers: Animated»).
Персонажи мультсериала быстро приобрели популярность во всём мире (в том числе и в СССР, а затем в СНГ).

## Происхождение
Одна из версий происхождения расы трансформеров гласит о том, что 11 миллионов лет назад планету Кибертрон населяла раса квинтессонов[en]. Это были высокоразвитые механизированные существа. В ходе научных исследований они открыли новый источник энергии — энергон, который по своей мощности во много раз превосходил все ранее известные источники. Первое время к нему относились с опасением, тщательно изучали. Было обнаружено особое излучение, испускаемое энергоном, однако в итоге оно было признано безопасным для живых организмов и механизмов. В то время квинтессоны активно использовали первые прототипы трансформеров, и именно то загадочное излучение повлияло на кремниевые процессоры обычных пилотируемых роботов, подарив им разум.
Жестокие квинтессоны начали производство роботов двух типов: боевые роботы-гладиаторы (десептиконы), которых заставляли сражаться между собой ради развлечения хозяев, и роботы-рабочие (автоботы). Долгое время длился гнёт над разумными машинами, пока они не восстали против своих хозяев. Началась Первая Кибертронская война, в ходе которой квинтессоны потерпели поражение и были изгнаны с планеты.
Наступила эпоха мира… Автоботы по-прежнему занимались строительством, ремёслами и наукой, а десептиконы стали воинами, защитниками планеты Кибертрон и стражами порядка. Однако автоботы и десептиконы были слишком разными по своему образу жизни, мышлению, философии, и между ними возникли серьёзные разногласия. Конфликт всё время накалялся, пока не перешёл в открытую борьбу за власть. Так началась Вторая Кибертронская война, в ходе которой автоботы изобрели технологию трансформации, которая позволила роботам менять свою форму, быстро перестраивая их в оружие/транспорт. Также автоботам удалось использовать оставшихся от квинтессонов гигантских роботов-стражников. Благодаря этому над десептиконами была одержана победа, и автоботы перестали воспринимать их как серьёзную угрозу.
Однако вскоре автоботам пришлось поплатиться за свою беспечность. Через какое-то время десептиконы тоже овладели технологией трансформации, и с этого момента автоботы лишились своего главного преимущества. К тому же у десептиконов появился новый зловещий лидер — Мегатрон. Воспользовавшись беспечностью противника, он создал большую армию и развязал Третью Кибертронскую войну, которая длится до сих пор.
Другая теория утверждает, что история трансформеров началась с двух первородных трансформеров — богоподобных гигантов Праймуса и Юникрона; первый воплощал в себе абсолютное Добро, второй — абсолютное Зло, и потому они непримиримо враждовали друг с другом. После поражения Юникрона Праймус пожелал стать новой планетой и перестроил себя в Кибертрон. Он же и создал расу трансформеров. Что касается Юникрона, то он, по одной версии, был изгнан (или сам улетел) куда подальше и с тех пор стал вечно странствовать во Вселенной, поглощая все попадающиеся по пути планеты, а по другой — был деактивирован и превращён в один из спутников Кибертрона. (Существует и ещё одна версия, согласно которой Юникрон за миллионы лет межзвёздных странствий так «оброс» космической пылью, что, в конце концов, стал ядром планеты, в дальнейшем известной как Земля).

## Значимые персонажи
- Оптимус Прайм — лидер автоботов.
- Бамблби — хранитель протоколов Альфа-Триона.
- Ультра Магнус — трансформируется в машину-ракетоносец, один из немногих боевых автоботов, временный лидер Рэкеров. Именно ему Оптимус отдал Матрицу, но  Матрица его не приняла. В третьем сезоне говорится, что он создан по
- Джаз
- Джетфайер — десептикон, принявший сторону автоботов и бывший лидер сикеров.
- Хот Род \ Родимус Прайм — будущий лидер Автоботов.
- Хаффер — инженер-строитель.
- Мегатрон — первый лидер и основатель Десептиконов.
- Старскрим — интриган, соперник и одновременно правая рука Мегатрона.
- Саундвейв — носитель кассетников, заместитель и самый верный Мегатрону Десептикон.
- Френзи — кассетный робот-шпион, которого выпускает Саундвейв.
- Гальватрон — эволюция Мегатрона, лидера Десептиконов. Трансформируется в орудие.
- Гримлок — лидер диноботов.
- Юникрон — огромный трансформер, превосходящий по размерам планету, воплощение зла, стремящееся захватить Вселенную.